# Colpochila amabilis
Colpochila amabilis är en skalbaggsart som beskrevs av Blackburn 1906. Colpochila amabilis ingår i släktet Colpochila och familjen Melolonthidae. Inga underarter finns listade i Catalogue of Life.